# Laguna La Invernada
La laguna La Invernada está ubicada en la cordillera de los Andes de Región del Maule que es el origen del río Cipreses (Maule) y alimenta varias centrales hidroeléctricas en su cuenca hidrográfica, entre ellas la central hidroeléctrica Cipreses.

## Origen de la laguna
El informe de la Empresa Nacional de Electricidad de 1955 explica:

La laguna La Invernada ha sido formada por un tranque de lava proveniente del Volcán Los Hornos, que se levanta en la ladera poniente del valle. Tiene la laguna una superficie de 3,4 km², medida con el agua a la cota 1300 m sobre el nivel del mar, que era su nivel normal antes de la construcción de la central [Cipreses]. La laguna esta alimentada por los ríos Barroso e Invernada, con una hoya hidrográfica de 850 km², incluyendo la hoya de la propia laguna. El régimen hidrológico de estos ríos es preponderantemente glacial, con crecidas de deshielo en primavera y verano y con un pequeño aumento del gasto en invierno, provocado por las lluvias.: 17 

## Tranque natural de lava
El tranque natural formado por la lava es de unos 100 m de altura. 

## Tranque artificial
Adicionalmente se ha construido un tranque artificial de tierra ubicado en el desagüe natural de la laguna. Este tranque tiene una altura de 28 m, una longitud de 350m y un ancho de 10 m en la corona. La pendiente del talud es 4/1 aguas arriba y 3/1 aguas abajo.: 19 
El tranque artificial está formado por un prisma de arena protegido aguas arriba por una zona de arcilla impermeable protegida por otra capa de arena y sobre esa va una gruesa capa de enrocado. El lado aguas abajo del prisma central de arena también está protegido por un enrocado.
Su vertedero hidráulico para casos de extremas lluvias puede evacuar 400 m³/s.

## Ojos de Agua
Seis kilómetros más abajo de la laguna, en un lugar llamado "Ojos de agua", salen a la superficie cerca de 11 m³/s filtrados desde la laguna a través del material poroso de la lava. Solo unos 25 m³/s que fluyen sobre la superficie son aprovechables por las centrales hidroeléctricas.